# Dobrafalva
Dobrafalva (németül: Dobersdorf) Radafalva településrésze, egykor önálló község  Ausztriában, Burgenland tartományban, a Gyanafalvi járásban,

## Fekvése
Gyanafalvától 16 km-re északra, Németújvártól 25 km-re délnyugatra a Lapincs bal partján a régi magyar határ mellett fekszik.

## Története
A falu valószínűleg ősi szláv település, ahol már a magyar honfoglalás előtt is szlávok éltek. Nevét általában egy "Dobrovnuk" alakra vezetik vissza, mely erdei települést jelöl. A falu északnyugati részén a grazi út melletti "Heydenhügel" nevű magaslaton Dénes József szerint egykor földvár állt. Neve írott forrásban 1157-ben szerepel először. Birtokosai a 13. században a Németújvári grófok voltak. A németújvári uradalomhoz tartozott. 1289-ben a németújvári viszály során rövid időre Albert osztrák herceg foglalta el. A Németújváriak kihalása után az uradalom királyi birtok lett. 1391-ben Luxemburgi Zsigmond király hívének, Lévai Sárói Lászlónak adta. 1428-ban Zsigmond király Sárói fiát, Cseh Pétert erősítette meg az uradalom birtokában. Ekkor az oklevélben "Dobrafalwa" néven szerepel. 1459-ben Hunyadi Mátyás az uradalommal együtt hívének, Újlaky Miklós erdélyi vajdának adta, majd 1524-ben az Újlakyak kihalásával II. Lajos király Batthyány Ferencnek adományozta.
1538-ban 16, 1548-ban 27, 1576-ban 25, 1588-ban 28, 1599-ben 30, 1634-ben 51 portát számláltak a településen. 1605-ben Bocskai hajdúi égették fel, 1622-ben Bethlen Gábor hadai pusztították el. 1643-ban 59 házában 332 lakos élt. 1662-ben a Batthyány Kristóf és Batthyány Pál közötti birtokmegosztás során az előbbié a falu, az utóbbié a malom lett. 1666-ban 67 háza volt 295 lakossal. 1698-ban a falu egyházilag Újkörtvélyes plébániájához tartozott, a hívők a plébániatemplom mellé temetkeztek. Ebben az időben a faluban csak egy fa harangláb állt. A Rákóczi-szabadságharc alatt a kuruc hadak teljesen elpusztították. 1720-ban 57, 1744-ben 82 házat számláltak a településen. 1787-ben 86 háza volt 537 lakossal. 1779-ben lakói kápolnát építettek. 1830-ban 92 házat és 666 lakost számláltak itt. Ebben az évben épült fel a falu temploma, melyet a Sarlós Boldogasszony tiszteletére szenteltek. Iskoláját 1871-ben építették, 1909-ben két osztályosra bővítették.
Vályi András szerint " DOBRAFALVA. Tobersdorf. Német falu Vas Vármegyében, földes Ura Gróf Battyáni Uraság, lakosai katolikusok, fekszik Stájer Országnak szomszédságában, földgye termékeny, legelője elég, valamint fája is mind tűzre, mind épűletre, réttyei jók, és hasznos szénát teremnek, ámbár néha a’ víz elmossa; szőleje, ’s gyümöltsös kertyei hasznosak, keresetre, ’s szekerezésre jó módgyok van, malmai is vagynak, első Osztálybéli."
Fényes Elek szerint " Dobrafalva, (Dobersdorf), német falu, Vas vmgyében, a Lapincs mellett, a németujvári uradalomban, 652 kath. lak., kik dohányt is termesztenek. Ut. p. Rába-Keresztur."
Vas vármegye monográfiája szerint " Dobrafalva, 109 házzal és 774 németajkú, r. kath. és ág. ev. vallású lakossal. Postája Radafalva, távírója Szt.-Gotthárd. A stájer határszélen, a Lapincs folyó mellett fekszik. A községet a II. Rákóczy Ferencz-féle felkelés idején a kuruczok egészen elhamvasztották. Földesura a Batthyány-család volt."
1910-ben 1727, túlnyomórészt német lakosa volt. A trianoni békeszerződésig Vas vármegye Szentgotthárdi járásához tartozott. 1921-ben Ausztria Burgenland tartományának része lett. Története során a Lapincs és a Feistritz többször is elöntötte a falut. Az utolsó nagy árvíz 1926-ban volt, amikor az iskola és a tűzoltószerház is víz alá került. 1927-ben a Lapincs mellé védőgátat emeltek. A falu 1955, az orosz csapatok kivonulása után indult fejlődésnek. Új utcák létesültek, majd az 1960-as és az 1970-es években elkészült az utak aszfaltburkolata is. 1958-ban kiépült a vízvezeték-hálózat. 1971-ben közigazgatásilag Radafalvához csatolták. 2001-ben 488 lakosa volt.

## Nevezetességei
A Sarlós Boldogasszony tiszteletére szentelt római katolikus temploma 1830-ban épült.

## Külső hivatkozások
- Dobraafalva a dél-burgenlandi települések honlapján
- Burgenland településeinek történeti lexikona
- Várszentmiklós honlapja
- Dénes József:Királyi halmok Archiválva 2009. szeptember 24-i dátummal a Wayback Machine-ben
- Geomix.at Archiválva 2011. január 28-i dátummal a Wayback Machine-ben
- Az USV Dobersdorf sportklub honlapja Archiválva 2008. október 28-i dátummal a Wayback Machine-ben